# Golf van Catania
De Golf van Catania (Italiaans: Golfo di Catania) is een golf aan de oostkust van het Italiaanse eiland Sicilië die onderdeel is van de Ionische Zee. De baai is ongeveer 32 kilometer lang en acht kilometer breed en ligt tussen Capo Campolato in het zuiden en Capo Mulini in het noorden. De kust is ongeveer vijftig kilometer lang.
Het noordelijke deel van de kust is rotsachtig en ruig, tot aan de haven van Catania, en de kust bestaat uit basaltrotsen, als gevolg van meerdere uitbarstingen van de nabijgelegen Etna. Deze uitbarstingen hebben ook geleid tot het ontstaan van de Cyclopische Eilanden (Italiaans: Isole Ciclopi), die in het noorden van de baai liggen.
Ten noorden van Catania ligt de Ognina-inham, waarin de haven van Porto Ulisse ligt, een kleine visserij- en plezierhaven, waar ook een ondergrondse rivier uitmodnt, de Longina. In de buurt van het station Catania Centrale heet de hoge en steile kust Scogliera d'Armisi en hier heeft de kust grote lavagrotten die door de zee zijn geërodeerd en vrijwel volledig ontoegankelijk zijn vanaf land.
Ten zuiden van Catania wordt de kust zanderig en vormt zich een lang strand. Na ongeveer 18 kilometer wordt de kust weer rotsachtig, maar nu zijn de rotsen van een ander type, meestal kalksteen, en vormen ze ravijnen en kleine baaien. 
Verschillende rivieren monden uit in de golf: de Simeto, de Gornalunga, de San Leonardo en verschillende beken zoals de Acquicella, de Buttaceto, de Forcile en het Benante-kanaal. De ondergrondse rivier Amenano mondt ook uit in de haven van Catania, die op Piazza Duomo de fontein voedt die door de inwoners van Catania "L'acqua a linzolu" wordt genoemd.